# Groenlandzee
De Groenlandzee (Noors en Deens: Grønlandshavet, Russisch: Гренландское море) is een randzee van de Noordelijke IJszee tussen Groenland, Spitsbergen, Jan Mayen en IJsland en omvat ongeveer 1.205.000 km². Het vormt de 'arm' van de Noordelijke IJszee en is de belangrijkste verbinding naar de Atlantische Oceaan. Door Arctisch drijfijs is het noordelijke deel bijna nooit open voor de scheepvaart.
De gemiddelde diepte van de Groenlandzee is ongeveer 1450 meter. Het diepste punt is gemeten op 4800 meter.
De Groenlandzee wordt dichtbevolkt door lagere levensvormen die de basis van de voedselketen vormen. Grote ongewervelden, vissen zoals kabeljauw, haring, Atlantische zalm, heilbot en schol, vogels en zoogdieren (waaronder zeehonden, walvissen en dolfijnen) voeden zich allemaal met ongewervelden en kleine organismen.
Tussen Groenland en Spitsbergen ligt de Straat Fram met daar ten noorden van de Wandelzee. Ten oosten van de Groenlandzee ligt de Noorse Zee en ten zuiden de IJslandzee.